# Чертков, Виктор Петрович
Ви́ктор Петро́вич Чертко́в (20 января 1910 в дер. Крыловка, ныне Бежицкого района Брянской области — 24 октября 1976) — советский философ-марксист, доктор философских наук (1956), профессор, специалист по материалистической диалектике и историческому материализму.

## Биография
Окончил философский факультет (1937) и аспирантуру (1940) Московского института истории, философии и литературы (МИФЛИ). В 1954—1968 гг. работал научным сотрудником и заведующим сектором диалектического материализма ИФ АН СССР. С 1969 года заведовал кафедрой философии АН СССР. Был одним из авторов учебника для вузов по диалектическому материализму, подготовленного коллективом сотрудников ИФ АН СССР под общей редакцией академика Г. Ф. Александрова (М., 1954). Своеобразным философским исследованием Черткова явилась его монография по философии любви, написанная в форме диалога между философом и писателем.

## Основные труды
- Диалектический материализм — мировоззрение марксистско-ленинской партии // О диалектическом материализме. Сб. статей. М., 1952.
- Диалектический материализм. [В соавт.]. М., 1954.
- Неантогонистические противоречия при социализме. М., 1958.
- О взаимосвязи законов диалектики // Вопросы философии. — 1959. — № 1.
- Ядро диалектики. М., 1963.
- Диалектика перерастания социализма в коммунизм. [В соавт.]. М., 1963.
- О любви. М., 1964.
- О некоторых особенностях социализма // Диалектика современного общественного развития. М., 1966.
- Диалектика революционного процесса. М., 1978.